# Mahin (Siria)
Mahin o Mheen (in arabo مهين‎?) è una città della Siria centrale, amministrativamente fa parte del Governatorato di Homs e si trova a sud del capoluogo. È situata in un'oasi nel deserto siriano tra Sadad a ovest e al-Qaryatayn a est, vicino all'antico villaggio di Huwwarin. Secondo l'Ufficio Centrale di statistiche (CBS), Mahin aveva una popolazione di 11.064 nel 2004. I suoi abitanti sono prevalentemente di religione sunnita.
Nell'agosto 2015, lo Stato Islamico conquistò Mahin. La città fu ripresa dall'Esercito arabo siriano il 29 dicembre 2015.